# ブランチ・ウォーレン
ブランチ・ウォーレン（Branch Warren, 1975年2月28日-）は、アメリカ合衆国テキサス州タイラー出身の、2000年代から2010年代前半に活躍したボディビルダー。

## 来歴
幼少期からボディビルに興味を持っていたウォーレンは10代からウエイトトレーニングを始めた。高校生の頃はフィットネスジムの会費を払う金が無かったため、ジムに忍び込んで無銭利用することもあった。
高校在学中にボディビルデビュー。2001年IFBBプロカード取得。
最高位はミスター・オリンピア2位(2009年)。
2017年以降は大会出場なしで、現在はセミリタイア状態。

## 人物
高重量を激しいフォームで扱うウエイトトレーニングが特徴だったが、一方でリーンな体を作るための有酸素運動も積極的に行っていた。
私生活ではIFBBプロフィットネス選手の女性と結婚しており、娘を1人儲けている。